# Kloster Schwandorf
Das Kloster Schwandorf ist ein ehemaliges Kloster der Kapuziner in Schwandorf in Bayern in der Diözese Regensburg.

## Geschichte
Das Kloster wurde 1685 gegründet und 1802 im Zuge der Säkularisation aufgelöst. Sämtliches Klostergut wurde versteigert. 1809 zerstörte ein Brand fast die gesamte Klosteranlage. Später entstand dort das Gasthaus „Zum Kloster“.